# Brabant (trein)
De Brabant was een Europese internationale trein voor de verbinding Brussel - Parijs. De Brabant dankt zijn naam aan het historische hertogdom Brabant waar Brussel de hoofdstad van was.

## Trans Europ Express
De Brabant is in 1963 in het TEE-net opgenomen als aanvulling op de bestaande drie TEE's tussen Parijs en Brussel. Het was de bedoeling om bij aanvang van de zomerdienst 1963 te gaan rijden met nieuwe elektrische locomotieven en de nieuwe serie Inox-PBA-rijtuigen. Door de strenge winter van 1962/1963 was de elektrificatie tussen Parijs en Brussel echter niet op tijd klaar.

### Rollend materieel
De treindienst werd tot 1 september 1963 verzorgd door de RGP 825-treinstellen van de SNCF. Deze reed alleen van Parijs naar Brussel, omdat het betreffende treinstel in de andere richting werd gebruikt in de TEE Ile de France. Toen de elektrificatie gereed was is alsnog de elektrische tractie met getrokken rijtuigen ingezet, waarbij zowel van Parijs naar Brussel als omgekeerd werd gereden.

#### Tractie
De trein werd eerst getrokken door een BB 26000 van de SNCF en vanaf 2 augustus 1964 door de Belgische reeks 15. Vanaf 29 september 1974 zijn de Franse meersysteemlocomotieven CC 40100 en de technisch bijna identieke Belgische reeks 18 ingezet.

#### Rijtuigen
Als rijtuigen werden aanvankelijk gewone DEV A9 rijtuigen ingezet, wat een achteruitgang betekende ten opzichte van het comfort van de RGP 825. Vanaf 2 augustus 1964 werd het comfort hersteld met de inzet van Franse Inox-rijtuigen van het type PBA (Parijs Brussel Amsterdam) ingezet. Deze rijtuigen waren deels ondergebracht bij de SNCF en deels bij de NMBS.

### Route en dienstregeling
De trein startte met nummer TEE 128 (Parijs - Brussel), op 1 september 1963 krijgt de terugweg nummer TEE 119. Op 26 mei 1967 wordt de trein omgenummerd TEE 128 krijgt nummer TEE 64 en TEE 119 krijgt nummer TEE 61. Op 23 mei 1971 vond een nieuwe hernummering plaats waarbij de TEE's tussen Amsterdam en Parijs doorlopend van 80 tot en met 87 genummerd worden. De even nummers rijden van noord naar zuid, de oneven nummers van zuid naar noord. Binnen deze reeks kreeg TEE Brabant de nummers TEE 83 en TEE 84.
| TEE 84 | land      | station      | km  | TEE 83 |
| ------ | --------- | ------------ | --- | ------ |
| 17:18  | België    | Brussel Zuid | 0   | 14:05  |
| **:**  | België    | Mons         | 55  | **:**  |
| **:**  | Frankrijk | St Quentin   | 156 | **:**  |
| 19:43  | Frankrijk | Parijs Noord | 310 | 11:45  |

Op 3 juni 1984 werd de trein omgezet in een intercity met twee klassen met de treinnummers IC 83 en IC 84.

## EuroCity
Vanaf 31 mei 1987 is de dienst, tot 23 mei 1993 voortgezet als EuroCity EC 83 en EC 86. De EuroCity reed net als de TEE zonder tussenstops tussen Parijs en Brussel. De Inox-rijtuigen type PBA zijn deels omgebouwd tot tweedeklasserijtuigen. Behalve een tweede klas interieur werd aan de buitenkant de rode band met het opschrift Trans Europ Express vervangen door een groene band. Vanaf mei 1993, tot de komst van de Thalys op de LGV-Nord op 23 januari 1995, heeft de Brabant weer gereden als TEE.